# 高洲町 (宮崎市)
高洲町（たかすちょう）とは、宮崎県宮崎市内の地名。檍地域自治区に属している。郵便番号は880-0852。

## 地理
宮崎市の中心部、檍地域自治区に属する。大淀川河口北岸にあり、住宅街および工業地となっている。北を中西町・田代町・小戸町、東を港1丁目、西を出来島町と接する。大淀川を挟んで城ケ崎4丁目、大字田吉、大字赤江と接する。

## 歴史
- 1927年 - 大字瀬頭から高洲町が成立。
- 1951年 - 高洲町・吉村町から小戸町が成立。
- 1955年 - 高洲町・吉村町から中西町・田代町が成立。

## 世帯数と人口
2023年（令和5年）9月1日現在の世帯数と人口は以下の通りである。
| 町丁   | 世帯数   | 人口   |
| ------ | -------- | ------ |
| 高洲町 | 1016世帯 | 1859人 |

## 小・中学校の学区
市立小・中学校に通う場合、学区は以下の通りとなる。
| 町名   | 小学校             | 中学校             |
| ------ | ------------------ | ------------------ |
| 潮見町 | 宮崎市立潮見小学校 | 宮崎市立宮崎中学校 |

## 交通

### バス
宮交グループの運営するバスが営業している。

### 道路
- 市道吉村通線（宮崎内環状線）
- 宮崎県道10号宮崎インター佐土原線(一ツ葉道路南線)

## 施設
- 宮崎市上下水道局宮崎終末処理場
- 赤江大橋
- 一ツ葉大橋